# Каминка, Дидье
Дидье Каминка (фр. Didier Kaminka; 22 апреля 1943, Париж — 25 сентября 2024, Лаббвиль) — французский режиссёр, актёр и сценарист. 
Был женат на французской актрисе Николь Жаме (род. 1948).
Дидье Каминка умер 25 сентября 2024 года в Лаббвиле в возрасте 81 года.

## Фильмография

### Актёр
- 1969 — Пропустите дедушку с кактусом / Poussez pas grand-père dans les cactus — дежурный администратор отеля; реж. Жан-Клод Даг
- 1973 — Я ничего не знаю, но всё скажу / Je sais rien, mais je dirai tout — Дидье; реж. Пьер Ришар
- 1974 — Нада / Nada — Мейер; реж. Клод Шаброль
- 1974 — La grande Paulette; реж Жеральд Кальдерон
- 1975 — Слишком — это слишком / Trop c’est trop — Дидье; реж. Дидье Каминка
- 1978 — Давай, мама / Vas-y maman — кинооператор; реж. Николь де Бюрон.
- 1982 — Придурки на каникулах / Les Sous-doués en vacances — муж певицы; реж. Клод Зиди
- 1982 — T’empêches tout le monde de dormir; реж. Жерар Лозье
- 1983 — Банзай / Banzaï — кузен Поль; реж. Клод Зиди
- 1984 — Телохранитель / Le Garde du corps — Андре; реж. Франсуа Летерье
- 1984 — Пино — простой полицейский / Pinot simple flic — бездомный; реж Жерар Жюньо
- 1985 — Короли шутки / Les Rois du gag — Рене; реж. Клод Зиди
- 1986 — Полетт, бедная маленькая миллиардерша / Paulette, la pauvre petite milliardaire — дежурный администратор; режиссёр Клод Конфорте
- 1987 — Ассоциация злоумышленников / Association de malfaiteurs — полицейский; реж. Клод Зиди
- 1989 — Мои лучшие друзья / Mes meilleurs copains — пациент Анны; реж. Жан-Мари Пуаре
- 1990 — Карьера, сделанная на диване / Promotion canapé — инспектор; реж. Дидье Каминка
- 1993 — Между двух огней / Profil bas — ведущий ночного кафе; реж. Клод Зиди
- 2003 — Откройте, полиция! 3 / Ripoux 3 — шофёр такси; реж. Клод Зиди

### Режиссёр и сценарист
- 1975 — Слишком — это слишком / Trop c’est trop
- 1987 — Пока будут женщины / Tant qu’il y aura des femmes
- 1989 — Аисты — не такие, как о них думают / Les cigognes n’en font qu'à leur tête
- 1990 — Карьера, сделанная на диване / Promotion canapé
- 1992 — О ком ты думаешь? / À quoi tu penses-tu ?
- 1996 — Фиктивный брак / Ma femme me quitte

### Сценарист
- 1974 — La grande Paulette; реж. Жеральд Кальдерон
- 1982 — Придурки на каникулах / Les Sous-doués en vacances; реж. Клод Зиди
- 1984 — Я встретил Деда Мороз / J’ai rencontré le Père Noël; реж. Кристиан Жион
- 1985 — Короли шутки / Les Rois du gag; реж. Клод Зиди
- 1986 — Я люблю тебя / I Love You; реж. Марко Феррери
- 1986 — Еврейская связь / Yiddish Connection; реж. Поль Бужена
- 1987 — Ассоциация злоумышленников / Association de malfaiteurs; реж. Клод Зиди
- 1990 — Откройте, полиция! 2 / Ripoux contre ripoux; реж. Клод Зиди
- 1991 — Тотальная слежка / La Totale !; реж. Клод Зиди
- 1993 — Между двух огней / Profil bas; реж. Клод Зиди
- 1994 — Правдивая ложь / True Lies;реж. Джеймс Кэмерон

### Автор диалогов
- 1979 — Глупый, но дисциплинированный / Bête mais discipliné; реж. Клод Зиди
- 1980 — Придурки на экзаменах / Les sous-doués; реж. Клод Зиди
- 1982 — Миллион - не деньги / Pour 100 briques t’as plus rien…; реж. Эдуар Молинаро
- 1983 — Банзай / Banzaï; реж. Клод Зиди
- 1984 — Откройте, полиция! / Les Ripoux; реж. Клод Зиди
- 1986 — Я Вас люблю / I Love You; реж. Марко Феррери
- 1989 — Откройте, полиция 2 / Ripoux contre ripoux, реж. Клод Зиди
- 1996 — Фиктивный брак / Ma femme me quitte
- 2001 — Клуб / La boîte; реж. Клод Зиди